# Apteromicrus
Apteromicrus là một chi bọ cánh cứng trong họ Chrysomelidae.
Chi này được Chen & Jiang miêu tả khoa học năm 1981.

## Các loài
Chi này gồm các loài:
- Apteromicrus flavipes Chen & Jiang, 1981